# Leptogaster vernalis
Leptogaster vernalis là một loài ruồi trong họ Asilidae. Leptogaster vernalis được White miêu tả năm 1914. Loài này phân bố ở miền Australasia.